# منتخب مولدوفا لدوري الرغبي
منتخب مولدوفا لدوري الرغبي هو ممثل مولدوفا الرسمي في المنافسات الدولية في دوري الرغبي .